# Carlo Gesualdo
Don Carlo Gesualdo da Venosa (født 8. marts 1566 i Venosa, død 8. september 1613 i Gesualdo) var en italiensk komponist. Han skrev en del kirkemusik, navnlig motetter, samt ca. 120 madrigaler. Tonesproget i nogle af disse værker er ekstremt avanceret for sin tid.

## Fyrste og morder
Der bør nok nævnes to særlige omstændigheder ved Gesualdo, som ikke har alverden med musik at gøre:
- Han var fyrste. En del kronede hoveder har været musikere. Med sit lille italienske fyrstedømme var Gesualdo måske den mindste fyrste af dem alle. Til gengæld var han nok den største komponist.
- Han var morder. Enten personligt eller med sine tjenestefolks hjælp myrdede Gesualdo sin utro hustru og hendes elsker.